# Humor Brasil - 500 anos
Humor Brasil - 500 anos é uma coletânea de cartuns publicada pela editora Virgo em 2000. O título faz referência aos 500 anos do descobrimento do Brasil, comemorados naquele ano. O livro foi organizado por Mário Mastrotti (fundador da editora) e reuniu 21 cartunistas brasileiros que participaram em forma de cooperativa: cada um investiu um determinado valor pré-definido, podendo publicar cinco cartuns e recebendo 30 exemplares para comercializar de forma direta. O principal objetivo da obra foi dar espaço para os cartunistas apresentarem seus trabalhos. A capa foi feita por Antonio Carlos Pires e o prefácio por Sônia Luyten. O livro ganhou o Troféu HQ Mix de 2001 na categoria "melhor projeto editorial".